# 英雄本色III夕陽之歌
《英雄本色III夕陽之歌》（英語：A Better Tomorrow III）是1989年上映的一部香港動作犯罪片，由徐克執導，周潤發、梅艷芳和梁家輝主演，為《英雄本色系列》的前傳及第三部作品。故事背景發生於1974年的越南西贡，講述Mark哥發跡之前在越南的一段故事。本片入圍第9屆香港電影金像獎最佳美術指導及最佳電影音樂共兩項提名。

## 簡介
片名來自梅艷芳的歌曲〈夕陽之歌〉，是當年甚受歡迎的廣東歌，也是梅艷芳歌曲中的其中一首代表作。本片一改吳宇森導演的兩部前作的陽剛味，把焦點放在梅艷芳飾演的女性角色周英杰身上。作為黑幫大姐的她帶著周潤發及梁家輝在越南行走江湖，既幫他們賺大錢，又多次助他們脫離險境。Mark哥的招牌墨鏡及大衣都是周英杰所送。《夕陽之歌》讓女性角色主導劇情，顛覆了香港黑幫片的公式，扭轉了黑幫片只有男性角色的傳統。

## 劇情
Mark哥（李馬克，周潤發 飾）和張志民（梁家輝 飾）是堂兄弟，志民是越南華僑，Mark則在香港發展。豈料越戰打響，Mark十分擔心仍然居住在越南西贡的志民以及自己二叔（志民之父）松叔（石堅 飾）的安危，為了湊夠錢將志民及松叔接到香港，便和志民決定幫當地黑幫走私軍火到越南。豈料他們在越南遭到了喪邦（南燕 飾）的伏擊，幸得香港黑幫老大的女友周英杰（梅艷芳 飾）及時相救，兩人才倖免於難；逃過一劫的三人在西貢渡過了一段快樂時光後，英杰辭別了兩人。
隨後Mark哥和志民幾經波折，終於將松叔接回香港。回港後，三人過著安穩平靜的生活，並打算開車行創業，只是一直都沒有打聽到恩人英杰的消息。突然有一天，英杰出現，重逢令三人都十分開心。
只是一場禍事也在悄悄逼近，英杰的男友何長青（時任三郎 飾）從荷蘭返港，得悉英杰與Mark的事後大為震怒，便於車行開張當日放置炸彈，松叔因驚嚇致心臟病發身亡。何同時下格殺令，要求倖免的Mark和志民離開香港。另一方面決定於西貢淪陷前，將當地資產從越南帶回香港；英杰遂與Mark、志民聯合，重返西貢，火拼何長青。

## 演員
| 演員     | 角色           | 配音   | 備註 |
| 周潤發   | 李馬克（Mark） | 周潤發 | Mark哥 松叔之侄子 張志民之堂哥兼好友 與周英杰互生情愫                                                         |
| 梅艷芳   | 周英杰         | 龍寶鈿 | Mark和阿民的知己 與Mark互生情愫 何長青之女友 最後被誤殺，死在Mark的懷裡                                       |
| 梁家輝   | 張志民         | 黃兆強 | 松叔之子 Mark之堂弟 周英杰之好友並鍾情其                                                                      |
| 時任三郎 | 何長青         | 黃志成 | 田中弘義 為越南日佔時期日僑之子，為人霸道獨裁。 周英杰之男友，後反目，但仍深愛其 最後被喪邦出賣，死於喪邦槍下 |
| 南 燕    | 喪 邦          | 馮志輝 | 南越軍軍官 死於Mark的迫擊砲彈。                                                                               |
| 石 堅    | 松 叔          | 石 堅  | 中醫師 張志民之父 Mark之叔叔 阿玲之姨丈 最後遭何長青炸彈害死                                                  |
| 鄭偉倫   | 初 八          | 林保全 | 南越孤兒，因與父母失散，被松叔收留；後來成為南越軍人，協助Mark和志民火拼喪邦，最後決定留在越南，情況不明      |
| 張可頤   | 阿 玲          | 譚淑英 | 中國移民 Mark和志民的親戚，並暗戀Mark 最後被Mark安頓於台灣                                                    |
| 金揚樺   |                |        | |
| 傅宏達   | 十 叔          | 源家祥 | |

## 軼誤
- 本片是第一集的前傳，但是卻從第一集的李馬克變成了張志強（周潤發飾）。
- 本片將故事背景設置於70年代戰爭中的越南，片中三人第一次準備逃離越南時，石堅飾演的松叔說「反正97之後還是要回越南」。然而正式確定97香港回歸中國的《中英聯合聲明》簽署於1984年。

## 電影歌曲
| 曲別   | 歌曲         | 作曲       | 作詞   | 演唱   |
| ------ | ------------ | ---------- | ------ | ------ |
| 主題曲 | 《夕陽之歌》 | 馬飼野康二 | 陳少琪 | 梅艷芳 |

## 獎項
| 年份 | 頒獎典禮            | 獎項         | 名單   | 結果 |
| ---- | ------------------- | ------------ | ------ | ---- |
| 1990 | 第9屆香港電影金像獎 | 最佳美術指導 | 陸子鋒 | 提名 |
| 1990 | 第9屆香港電影金像獎 | 最佳電影音樂 | 盧冠廷 | 提名 |

## 外部連結
- 香港影庫上《英雄本色III夕陽之歌》的資料（繁體中文）
- 開眼電影網上《英雄本色III夕陽之歌》的資料（繁體中文）
- 豆瓣电影上《英雄本色III夕陽之歌》的資料 （简体中文）
- 时光网上《英雄本色III夕陽之歌》的資料（简体中文）
- 1905电影网上《英雄本色III夕陽之歌》的资料（简体中文）
- AllMovie上《英雄本色III夕陽之歌》的资料（英文）
- 爛番茄上《英雄本色III夕陽之歌》的資料（英文）
- 互联网电影数据库（IMDb）上《英雄本色III夕陽之歌》的资料（英文）